# Rüttiberg
Rüttiberg ist eine Ortsgemeinde respektive eine Untersektion der politischen Gemeinde Schänis. Die Gemarkung im Bereich von örtlichen Alpen schliesst auch den Berg «Chüemettler» ein.

## Geschichte
Graf Hunfried von Istrien gründete um 820, als das untere Gasterland zum Bistum von Konstanz gehörte, ein Kloster in Schänis.
Im Jahr 1356 existierte die Ortsgemeinde laut einem Gerichtsurteil.
Heute wird die Zuständigkeit der Ortsgemeinde für das Ried, die Alpen und die Wälder von der Gemeinde Schänis zugestanden. Ihr steht ein fünfköpfiger Verwaltungsrat, assistiert von einem Schreiber, vor. Die wichtigsten Erwerbszweige sind die Alp- und die Landwirtschaft.